# 열포자충류
열포자충류(裂胞子蟲類)는 정단복합체충문에 속하는 열포자충목(Archigregarinorida) 원생생물의 총칭이다. 이 목의 종들은 환형동물과 해초류, 반삭동물, 성구동물 등의 해양 무척추동물을 감염시킨다. 난편발생이라고 하는 무성생식이 배우자 접합과 포자 형성 전에 일어난다.

## 하위 분류
열포자충목은 2개 과로 이루어져 있다.
- Exoschizonidae
- Selenidioididae